# Erick Elera
Edwin Erick Elera Salinas (Lima, 9 de diciembre de 1983) es un actor, cantante, compositor, guitarrista, productor musical y presentador peruano, reconocido por interpretar a los personajes de Joel Gonzáles en la teleserie Al fondo hay sitio y Oliverio Mayta en De vuelta al barrio.     
Comenzó su carrera artística a los 15 años integrando la boyband peruana Joven Sensación, además de haber formado parte de diversas orquestas de cumbia en su país.   
Como actor, debutó en el año 2007 con un pequeño papel en la serie de televisión El profe y al año siguiente, obtener su primer protagónico en la otra ficción Los del Barrio.

## Infancia y juventud
Edwin Érick Elera Salinas nació el 9 de diciembre de 1983 en Villa María del Triunfo, distrito de la capital peruana Lima, siendo hijo de Sergio Elera y Lola Salinas.
Al crecer, Elera salía a cantar con un grupo de amigos de su barrio y solía imitar a diferentes artistas como Michael Jackson, Backstreet Boys y NSYNC. Se desempeñaría en múltiples actividades y oficios que le aparecían al momento, mismos en los que era inestable, por lo que a menudo afrontaba problemas económicos. Vivió mucho tiempo en su ciudad natal, donde estudió en el Colegio 7054 por un año. Luego perteneció a la organización la nueva semilla de Percy Vergara Mendivil.

## Ámbito actoral
La carrera de Elera comenzó con su aparición en la miniserie El profe, cinta que marcó su debut como actor a finales de 2000. Durante esa época su madre falleció, lo cual fomentaría a un cambio en la vida de Erick, siendo años más tarde mencionando la promesa que le cumplió y añadiendo la visualización de los primeros capítulos del programa en que debutó. Ese mismo año actuó en la serie Néctar en el cielo interpretando a un joven llamado Christian. En una entrevista con el diario Correo mencionó su poca experiencia relacionando su actuación con la del El Chavo del 8, Elera dijo: «Era más mecánico y no manejaba bien las cámaras. Ahora lo hago más natural, pero igual uno nunca deja de aprender», mencionó. Fue protagonista de la telenovela Los del Barrio, compartiendo el rol junto a Christian Domínguez.
En 2009, fue uno de los protagonistas de la serie peruana Al fondo hay sitio del canal peruano América Televisión como el popular personaje Joel Gonzáles hasta la última temporada en el 2016, retomando el mismo rol en 2022.
En 2011, condujo el programa Very verano junto a Nataniel Sánchez. Dos años después, condujo el programa ¡Verano caliente! de la televisora boliviana Red Uno. Concursó en el reality show de baile El gran show: segunda temporada conducido por Gisela Valcárcel, donde obtuvo el segundo puesto tras tres meses de competencia; clasificando a la última temporada del año llamada El gran show: reyes del show, donde tuvo una corta participación.[cita requerida]
En enero de 2017, conduce la pretemporada del programa Esto es guerra junto a la cantante Anna Carina. Posteriormente, fue protagonista de la serie De vuelta al barrio como Oliverio Mayta, que se mantuvo en la serie hasta el final de la serie en 2021, además de retirarse temporalmente en 2020.
En 2018, participó en la serie peruana Cumbia pop como Jonathan Michi y compuso canciones para ella.
En 2020 protagonizó la serie web Papá en cuarentena, al interpretar a Flavio Paloma.

## Ámbito musical
A principios de los años 2000, formó parte de la boyband peruana Joven Sensación, siendo el quinto integrante del grupo musical. Meses antes, la orquesta por única vez se convirtió en un sexteto. Pero no duró mucho ya que a finales de ese año, se retiró Coco Vallejos, y Jonathan Aguilar quien fue reemplazado por el mismo Elera.
En febrero de 2008, se presentó como nuevo integrantes del grupo musical Hermanos Yaipén junto a Christian Domínguez, solo como miembros soporte de la orquesta, ya que ambos tenían proyectos en separado con el grupo Los del Barrio. Meses después, se retiró junto con él para formar dicho dúo musical, proyecto que trabajó paralelamente con la serie de televisión que llevaba el mismo nombre. Seis años después, regresó al grupo informandó a través de la cuenta oficial de Twitter de la agrupación donde dio a conocer su retorno por tiempo limitado.
A la par de su proyecto musical con Christian Domínguez, formó el grupo musical Erick Elera & Orquesta, siendo éste el vocalista. En el año 2009, Elera grabó junto a la sexta generación de la orquesta venezolana Salserín el tema musical Niña amada Versión Salsa del álbum Robando corazones.
En 2011, sacó su primer álbum como solista Lola, bajo el sello de La Fabrika Records. Durante la emisión de Very Verano, Elera enseñó su disco, diciendo que iba dedicado a su madre fallecida y al mismo tiempo anunció el día de salida del álbum. El mismo mes se confirma mediante diversas presentaciones en programas las colaboraciones con Tommy Portugal, Maricarmen Marín, Charly Minaya Díaz «Cheneko», entre otros artistas. Previo al lanzamiento del álbum se editaron sencillos como «Amor» (canción tema de Joel en Al fondo hay sitio), «Yo te quiero» y «Mi primera ilusión». Asimismo, el disco fue lanzado con una promoción del diario Trome el 4 de enero. En mayo de ese año, Erick participó en el musical Altar boyz, bajo la dirección de Raúl Zuazo.

## Otras incursiones
En 2012, fue incluido junto a Junior Silva en el programa radial Los P.P. de Radio Moda lo cual al poco tiempo tuvo que dejar por otros compromisos como cantante y actor, dejando dicho programa a Junior solo en la conducción hasta 2013 que desaparece dicho programa.

## Vida personal
El 3 de noviembre de 2012, se casó con la modelo y actriz peruana Analía Rodríguez, con la que un año más tarde tuvo a su primogénita Flavia Elera. En 2015 se anunció el fin de su relación.
En el 2019, se casó con la estrella de telerrealidad peruana Allison Pastor, madre de su segundo hijo Lucas Elera.

## Filmografía

### Televisión
| Año           | Título                          | Rol                                          | Notas                          |
| ------------- | ------------------------------- | -------------------------------------------- | ------------------------------ |
| 2007          | El profe                        | Jackson                                      | Rol secundario                 |
| 2007          | Néctar en el cielo              | Cristian                                     | Rol principal                  |
| 2008          | Los del Barrio                  | Adrián                                       | Rol protagónico                |
| 2009-2016     | Al fondo hay sitio              | Joel Gonzales Flores / «Mr. Joe, La leyenda» | Rol protagónico                |
| 2022-presente | Al fondo hay sitio              | Joel Gonzales Flores / «Mr. Joe, La leyenda» | Rol protagónico                |
| 2011          | Very Verano                     | Presentador                                  |                                |
| 2013          | ¡Verano caliente!               | Presentador                                  |                                |
| 2015          | El gran show: segunda temporada | Concursante                                  | 2do puesto                     |
| 2015          | El gran show: reyes del show    | Concursante                                  | 8.º puesto                     |
| 2017          | Esto es guerra                  | Presentador                                  |                                |
| 2017-2020     | De vuelta al barrio             | Oliverio Mayta Yupanqui                      | Rol principal                  |
| 2021          | De vuelta al barrio             | Oliverio Mayta Yupanqui                      | Rol principal                  |
| 2017          | Cumbia pop                      | Jonathan Rodríguez                           | Rol protagónico                |
| 2020-2021     | Dos hermanas                    | Johnny Ronceros Méndez                       | Rol antagónico menor reformado |
| 2020          | Papá en cuarentena              | Flavio Paloma                                | Rol protagónico                |

### Teatro
| Año  | Título     | Rol  | Notas          |
| ---- | ---------- | ---- | -------------- |
| 2011 | Altar boyz | Juan | Rol secundario |

### Cine
| Año  | Título             | Rol                    | Notas                                          |
| ---- | ------------------ | ---------------------- | ---------------------------------------------- |
| 2017 | Cebiche de tiburón | Entrenador de natación | Participación                                  |
| 2024 | Chabuca            | Tío de Ernesto         | Película basada en la vida de Ernesto Pimentel |

## Discografía
| - Amor (2009) - Niña amada (con Salserín) (2009) - Ven (con Christian Domínguez) (2008) - Dile que no lo quieres (2010) - Lola (2011) - Lloras (2012) - Siento (con Marco Zunino) - Vaso lleno (junto a Makano) (2022) | - La onda del sabor (verano del 2010) - Te quiero (2010) - Cariño mío (2010) - Mientras me enamoro (2012) - No lo beses (salsa/2013) - Todo con fe (con Eva Ayllón) (2013) - Si tu no estás aquí (2013) - No se puede engañar al amor (con Renzo & Ian) (2013) - No puedo verte (con María Nazareth) (2013) - Fuiste mala (con Ricky Rick) (2014) - Mi niña bonita (2014) (en preproducción). - Dile (con el chico reality Mario Irivarren y el cantante Franco Cortez) (2015) - María (con Christian Domínguez, tema de la telenovela peruana Mis tres Marías) (2016) - Cada mañanita (tema de Oliverio Mayta de la teleserie De vuelta al barrio) (2017) - Vamos pa' lante (2019) - Te encontraré (tema de la serie Dos hermanas, con Melissa Paredes) (2020) - Chiquitita (con Patrick Romantik y Hermanos Yaipén) (2021) | - Amor (tema de Joel y Fernanda) (2009) - No puedo decirte que te amo (2009) - Ven (tema de Joel y Fernanda) (2009) - El baile del avestruz (2010) - Gringo atrasador (2010) - Yo soy Joel (2010) - El rap del gringo atrasador (con Andrés Wiese)(2010) - Ya fuiste (2010) - Un tonto taxista enamorado (2011) - Hoy amanecí (2012) - Tú me amas (tema de Joel y Fernanda) (2012) - Que te vaya bien (tema de Joel y Andrea) (2012) - Cerca (tema de Joel y Fernanda) (2014) - Mi chamaquita (con DJ JB) - La chamaquita homicida (2014) - Sube a mi taxi churro (con Magdyel Ugaz) (2015) - Vuelve pronto (2016) - La terapista (2016) - No me esperes (tema de Joel y Fernanda) (2016) - Mi cumbia (tema de Joel) (2022) - No es suficiente (con María Grazia Gamarra) (2023) - Gringo atrasador 2: Vamo a rematai (con Giovanni Ciccia) (2023) - Ya perdiste (con Grupo 7) (2023) - El serrucho (con Grupo 7) (2023) - Gringo atrasador 3: Atrasadoc (con Joaquín de Orbegoso) (2023) |

## Premios y nominaciones
| Año  | Premio         | Categoría                  | Trabajo  | Resultado | Ref. |
| ---- | -------------- | -------------------------- | -------- | --------- | ---- |
| 2010 | Premios APDAYC | Artista revelación del año | Él mismo | Ganador   |      |
| 2011 | Premios APDAYC | Artista tropical masculino | Él mismo | Ganador   | [25] |
| 2011 | Premios APDAYC | Actor del año              | Él mismo | Ganador   | [25] |
| 2011 | Premios APDAYC | Canción del año            | «Amor»   | Ganador   |      |